# Pseudotropheus saulosi
Pseudotropheus saulosi is een kleine, agressieve mbuna uit het Malawimeer. De soort komt hoofdzakelijk voor bij het Taiwanee rif nabij het eiland Likoma.

## In de natuur
Pseudotropheus saulosi leeft in de diepere rotsachtige omgevingen, waar hij zich voedt met de op de rotsen aangegroeide algen, de 'aufwuchs'. Zowel mannetjes als vrouwtjes zijn oranje-geel van kleur na de geboorte. Als de vissen volwassen worden, krijgen de mannen een donkerblauw/lichtblauw horizontaal strepenpatroon. De vrouwtjes blijven oranje-geel. Het dominante mannetje zal het meest in het oog lopende kleurenpatroon vertonen. De overige mannetjes zijn wat onopvallender.

## In het aquarium
Deze agressieve rotsbewoner heeft een aquarium nodig met voldoende rotspartijen om de aangroei er vanaf te kunnen eten en die voldoende holen biedt om een territorium te maken en in te schuilen. De watertemperatuur is het beste tussen de 24 en 28 graden Celsius. De zuurgraad moet tussen de 7,8 en 8,6 liggen. Het water mag behoorlijk hard zijn.